# Fantastic (Wham!)
Fantastic is het debuutalbum van het Britse popduo Wham!. Het album werd uitgegeven op 9 juli 1983 en bereikte een eerste plaats in de Britse albumcharts.
Het album bevat eerder uitgegeven singles als "Young Guns", "Wham! Rap" en "Bad Boys". "Club Tropicana" werd ook als single uitgegeven, evenzo een "Club Fantastic Megamix".
Het album bevat een hidden track gespeeld op een honky tonk piano, welke te vinden is aan het einde van "Young Guns".

## Tracklist
Alle nummers werden geschreven door George Michael, behalve waar aangegeven.
1. "Bad Boys" – 3:19
2. "Ray Of Sunshine" – 4:43
3. "Love Machine" (Pete Moore, Billy Griffin) – 3:19
4. "Wham! Rap (Enjoy What You Do?)" (Michael, Andrew Ridgeley) – 6:41
5. "Club Tropicana" (Michael, Ridgeley) – 4:28
6. "Nothing Looks The Same In The Light" – 5:53
7. "Come On" – 4:24
8. "Young Guns (Go For It!)" – 3:55